# Felix Wouters
Felix Wouters (* 25. April 1915 in Lembeek; † 1986) war ein belgischer Boxer. Er war Europameister der Berufsboxer im Weltergewicht.

## Werdegang
Felix Wouters begann am 8. Oktober 1933 im Alter von 18 Jahren seine Profilaufbahn. In seinem ersten Kampf schlug er dabei seinen Landsmann Kid Theo in der 1. Runde k. o. In seinen nächsten 19 Kämpfen feierte er 17 Siege. Am 19. Dezember 1934 traf er in Brüssel auf den erfahrenen Deutschen Franz Dübbers, den er nach zehn Runden nach Punkten besiegte. In seinem nächsten Kampf gewann er dann am 16. Januar 1935 in Brüssel durch einen Punktsieg über Nestor Charlier die belgische Meisterschaft im Weltergewicht.
Am 11. November 1935 erhielt Felix Wouters erstmals die Chance im Sportpalast in Berlin gegen Gustav Eder um die Europameisterschaft im Weltergewicht zu kämpfen. Er kam gegen den eisenharten Eder bis in die 9. Runde, in der er durch K. o. verlor. Schon am 23. Juli 1936 ergab sich für ihn aber erneut eine Chance den Europameistertitel im Weltergewicht zu erringen. Dieses Mal nutzte er diese Gelegenheit durch einen Punktsieg nach 15 Runden über den Niederländer Leen Sanders. Am 25. Juli 1936 verlor Felix Wouters in Antwerpen seinen belgischen Meistertitel durch eine Punktniederlage über 15 Runden an Al Baker, behielt aber den Europameistertitel, um den es in diesem Kampf nicht gegangen war.
Felix Wouters verteidigte dann seinen Europameistertitel dreimal in Folge. Zuerst besiegte er am 25. November 1936 in Brüssel Al Baker über 15 Runden nach Punkten, dann gewann er am 11. November 1937 in Brüssel auch über den Italiener Cleto Locatelli nach Punkten und schließlich kämpfte er am 16. Februar 1938 im Palais des Sports in Brüssel in einem großen Kampf gegen Gustav Eder unentschieden.
Seines Titels verlustig ging Felix Wouters am 26. Dezember 1938 in Mailand durch eine Punktniederlage nach 15 Runden gegen den Italiener Saverio Turiello. Einen harten Fight hatte er am 22. März 1939 in Brüssel zu bestehen. Er boxte gegen den späteren Weltmeister im Mittelgewicht Marcel Cerdan. Nach teilweise ausgeglichenem Kampf setzte sich am Ende die größere Physis von Cerdan durch, der den Kampf knapp nach Punkten gewann.
Am 11. Dezember 1940 gewann Felix Wouters in Brüssel durch einen K.-o.-Sieg in der 14. Runde über Maurice Vergauwen noch einmal die belgische Meisterschaft im Weltergewicht. Diesen Titel behielt er bis Ende 1944, wo er ihn kampflos niederlegte, weil in der Endphase des Zweiten Weltkrieges keine Boxmöglichkeiten mehr bestanden. Vorher hatte er aber noch einige hervorragende Kämpfe geliefert. Am 15. April 1942 besiegte er z. B. den französischen Ex-Europameister im Mittelgewicht Edouard Tenet in Brüssel nach Punkten.
Nachdem Felix Wouters von seinem letzten Titelgewinn am 11. Dezember 1940 an bis zum 19. Februar 1944 von zwanzig Kämpfen neunzehn gewonnen hatte und einmal unentschieden boxte, musste er in seinen letzten drei Kämpfen gegen allerdings hochkarätige Gegner Niederlagen einstecken. Am 2. April 1944 verlor er in Paris die Revanchebegegnung gegen Edouard Tenet nach Punkten, dann unterlag er am 23. April 1944 in Brüssel dem niederländischen Meister im Mittelgewicht Luc van Dam durch K. o. in der 3. Runde und am 20. Februar 1946 wurde er nach fast zweijähriger Kampfpause von dem späteren französischen Europameister im Weltergewicht Robert Villemain in der 7. Runde durch technischen K. o. besiegt.
Nach diesem Kampf beendete Felix Wouters seine Boxerkarriere. Er war alles in allem sehr erfolgreich und hat mehrere Jahre in der europäischen Spitzenklasse der Weltergewichtler mitgekämpft. Bei 80 Kämpfen musste er nur dreizehn Mal den Ring als Verlierer verlassen. Auf ein solches Resultat können nur Spitzenkönner verweisen.